# Стрмец при Дестрнику
Стрмец при Дестрнику (словен. Strmec pri Destrniku) је насељено место у општини Дестрник, Подравска регија, Словенија.

## Историја
До територијалне реорганизације у Словенији био је у саставу старе општине Птуј.

## Становништво
У попису становништва из 2011. године, Стрмец при Дестрнику је имао 40 становника.
| Број становника према пописима | Број становника према пописима | Број становника према пописима |
| ------------------------------ | ------------------------------ | ------------------------------ |
| 1991                           | 2002                           | 2011                           |
| 44                             | 34                             | 40                             |

Напомена: До 1953. исказивано под именом Стрмец.